# Myspace
MySpace (с англ. — «моё пространство»; произносится майспэ́йс) — международная социальная сеть, которая начала работать в августе 2003 года. Это сайт сетевых сообществ и блог-платформа, в которой представлена возможность создания сообществ по интересам, персональных профилей, ведения блогов, размещения фото- и видеоконтента, а также возможность прослушивания аудиотреков популярных исполнителей. Штаб-квартира расположена в Беверли-Хиллз (Калифорния, США).
Долгое время MySpace оставалась самой популярной социальной сетью в США и во всём мире. Но уже несколько лет подряд её посещаемость неуклонно снижается. Высказывались мнения, что «убийцей» MySpace стала конкурирующая социальная сеть Facebook, обошедшая её по посещаемости в апреле 2008 года.

## История
Продажа сервиса Specific Media
В июне 2011 года медиакорпорация «News Corporation» Руперта Мердока продала MySpace компании «Specific Media». Как сообщает Associated Press, заплаченная сумма составила $35 млн. Это 1/2000 от минимальной оценки Facebook. Отмечается, что «News Corporation» сохранит за собой 5 % в сети.
Также интерес к MySpace в разное время проявляли социальная myYearbook, платный музыкальный видеохостинг «Vevo», а также основатель MySpace Крис ДеВульф. Изначально «News Corporation» хотела получить за MySpace $100 млн. Однако платить столько за находящуюся в крайне плачевном состоянии сеть никто не стал.
Одним из совладельцев компании «Specific Media», доля которого не раскрывается, является известный американский поп-исполнитель Джастин Тимберлейк. На него возлагались большие надежды в выработке новой стратегии MySpace.
24 сентября 2012 года совладелец MySpace музыкант и актёр Джастин Тимберлейк опубликовал в своём микроблоге ссылку на видеопрезентацию новой версии сайта. В ней демонстрируются основные возможности портала.
В 2014 году (с лета и до начала 2015 года) сайт MySpace был недоступен. По состоянию на начало 2016 года сайт работает, имеет обновлённый интерфейс. Все старые аккаунты сохранены.

## Статистика
- 2009 год, февраль — MySpace занимает ▼5 место в мире.
- 2010 год, ноябрь — MySpace занимает ▼ 42 место в мире.
- 2011 год, апрель — MySpace занимает ▼ 73 место в мире, 41 место в США, 203 место в России. Впервые объявлено об убытках по итогам 1 квартала.
- 2012 год, март — MySpace занимает ▼ 158 место в мире.
- 2013 год, июнь — MySpace занимает ▼ 295 место в мире.
- 2014 год, январь — MySpace занимает ▼ 844 место в мире.
- 2015 год, июль — MySpace занимает ▼ 1967 место в мире.

(согласно данным Alexa Internet)

## MySpace в России
18 января 2008 года была запущена бета-версия MySpace на русском языке. Однако уже через 1,5 года — 14 августа 2009 года было объявлено об окончательном закрытии российского подразделения. Генеральный директор русского MySpace Александр Туркот объяснил закрытие категорическим нежеланием Руперта Мёрдока развивать сеть в России. Тем не менее сохранены русскоязычный интерфейс и профили российских пользователей.

## Интересные факты
- 18 июня 2008 года был изменён дизайн MySpace. Подготовка к этому заняла предшествующие полгода.[8]
- Построен с использованием ASP.NET 2.0[9].
- Героиня одного из британских комедийных телесериалов, «Джем и Иерусалим», Кэролайн Мартин (Дженнифер Саундерс) путается в названиях MySpace и Facebook, смешивая их в «моё лицо» (англ. MyFace).
- На сайте зарегистрирован и регулярно обновлял свои записи самый старый блогер мира, актёр Кирк Дуглас (5 февраля 2020 года он умер).